# 欧内斯特·索尔维

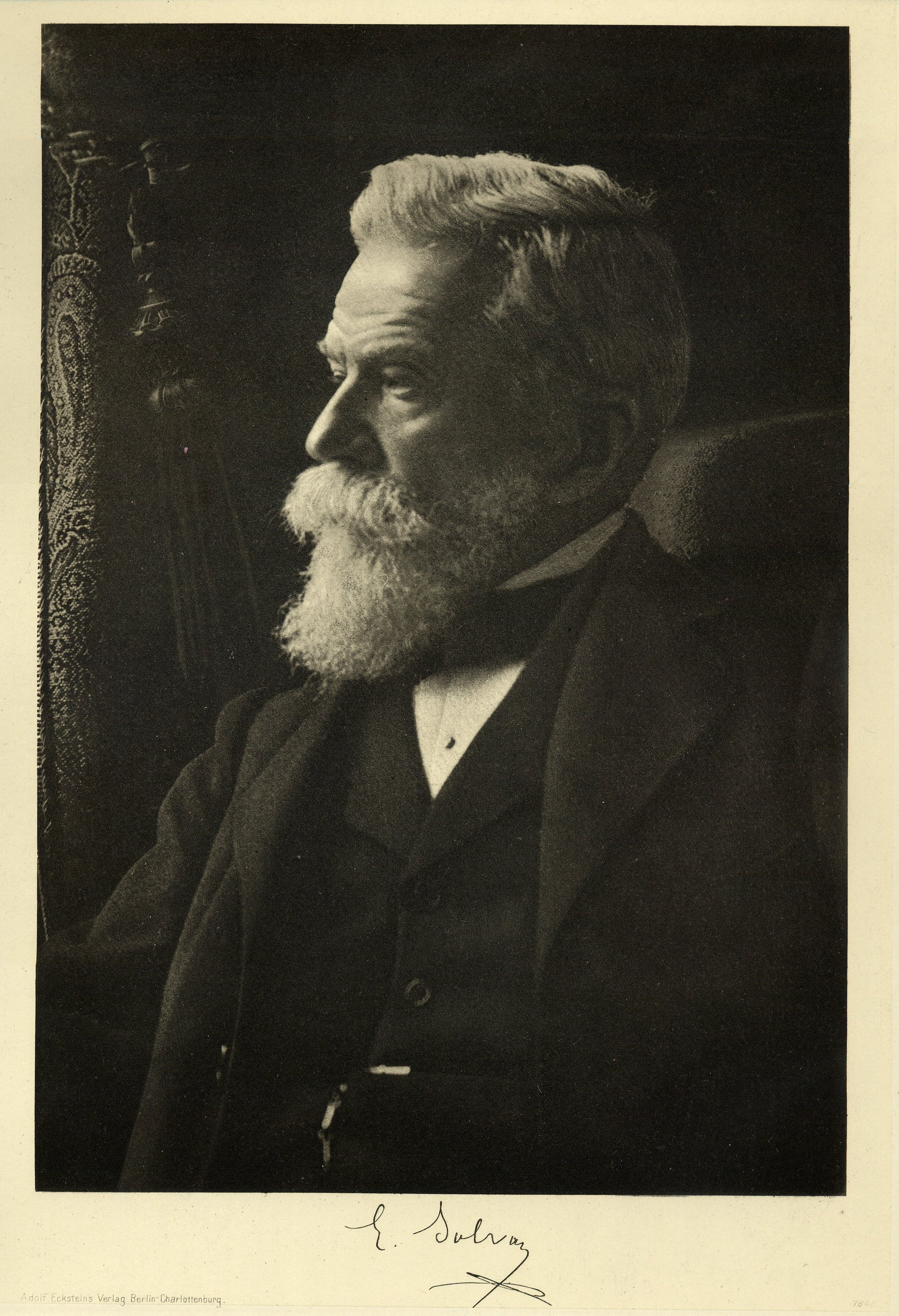
欧内斯特·索尔维，摄于1900年

欧内斯特·索尔维（法語：Ernest Solvay，法語發音：[sɔlvɛ]；1838年4月16日—1922年5月26日），比利时化学家、业余学者、企业家、政治家和慈善家。他出生于比利时勒贝克，逝世于布鲁塞尔。他和兄弟阿尔贝·索尔维一起创办了索尔维公司（Solvay & Cie），成为比利时重要的企业家，与他弟弟不同的是索尔维虽然非常富有，却依然关心社会问题。索尔维希望能够“将其部分财富偿还给人类”，所以创办了多座教育机构，在其一生中支持了许多福利设施。

## 生平
欧内斯特·索尔维出生于距布鲁塞尔约30公里的一个小村庄。他的父亲拥有一个石矿，创办了一家油盐商店，后来又创办了一座盐场。
索尔维后来写道：“我父亲买石盐，将它溶在水中，然后通过蒸发获得食盐。这是一个非常出名的、简单的过程。因此我从小就已经结识了苏打。”
16岁时欧内斯特·索尔维因胸膜炎不得不退学。他在一座玻璃厂中做学徒，在那里他也做了他的第一次化学试验。由于他的健康状况他也未能入大学，21岁时他进入他叔叔的水泥厂。1863年欧内斯特·索尔维与他的弟弟阿尔贝一起创办了他们的第一座工厂，到1865年他发明了以他命名的索尔维制碱法。至今为止这个过程依然是制苏打的最重要的化学工艺。
苏打（化學名稱為碳酸鈉）是玻璃、颜色、肥皂和化肥的基本原料。欧内斯特·索尔维由此于23岁时获得了他的第一份专利。
索尔维回忆道：『我想要制造当时很昂贵的碳酸銨，但是没有成功。我想起我小时候的盐。有一天我想到，假如我将两者混合到一起的话，我可能得到一个成果。我在试管里将它们溶在水中，摇晃，結果我获得了一个成果，它就是苏打。』
1897年索尔维为比利时的第一次极地探险资助了2.5万比利时法郎。他在布鲁塞尔召集了当时世界上最著名的物理学家的会议（1911年第一次索尔维会议）。第一次世界大战中他与比利时其他工业家和银行家创办了“国家救济委员会”。他捐赠了许多钱来买粮食、衣服和煤救济贫民。1918年11月比利时国王阿尔贝一世从前线回来后立刻召见了索尔维并任命他为國務大臣。

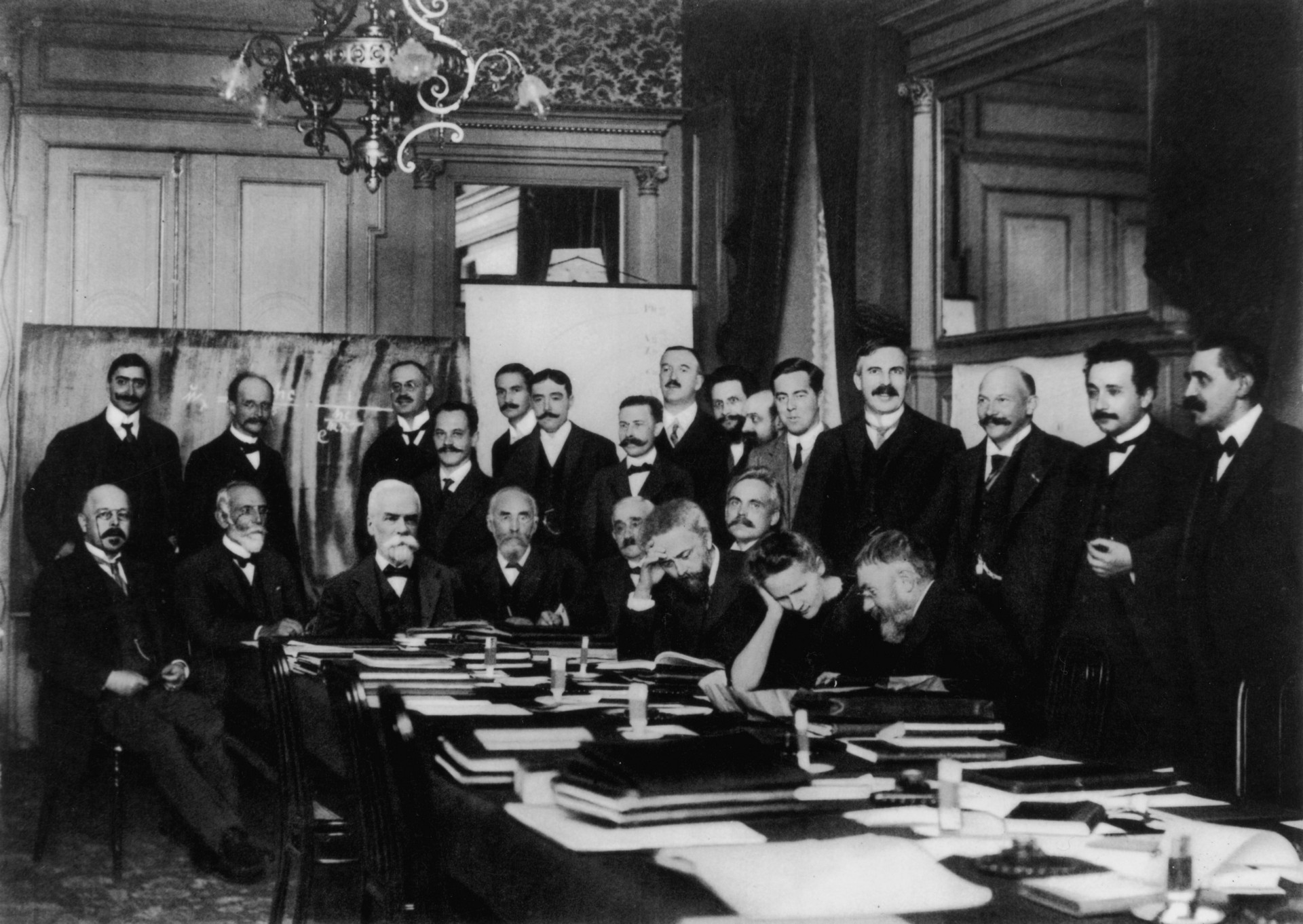
1911年参加第一次索尔维会议时的照片，第一排左起第三位是欧内斯特·索尔维

索尔维是一位对比利时有着深远影响的人物。将布鲁塞尔建设成一座“科技城市”的设想，在他的支持下渐渐实现。此外他在布鲁塞尔自由大学建立了多座研究所：
- 1893年建立心理学研究所
- 1902年建立社会学研究所
- 1912年建立物理学研究所
- 1913年建立化学研究所
- 此外还有力学和原子结构研究项目
- 1903年建立索尔维商业学校
- 国际物理和化学研究所

索尔维两次入选比利时参议院，80岁时被授命为国务大臣。1922年索尔维逝世于布鲁塞尔的伊克塞勒，并被安葬在著名的伊克塞勒公墓内。

## 榮譽
- 比利時國務大臣（英语：Minister of State (Belgium)）(1918)
- 利奧波德勳章(1918)
- 法國榮譽軍團勳章(1919)